# Khrebtóvaia
Khrebtóvaia (rus: Хребто́вая) és un assentament de tipus urbà de l'óblast d'Irkutsk, a la Federació Russa. Població: 1502 habitants (Cens del 2010); 2071 (Cens del 2002); 3029 (Cens del 1989). Té una estació de la línia ferroviària Baikal-Amur, que a més suposa l'inici del ramal que duu a Ust-Ilimsk.